# Disgaea 4
A Disgaea 4: A Promise Unforgotten (魔界戦記ディスガイア4; Hepburn: Makai Senki Disugaia Fō) 2011-ben megjelent taktikai szerepjáték PlayStation 3-ra, a Nippon Ichi Software Disgaea sorozatának negyedik főepizódja. A játék középpontjában az egykori zsarnok Valvatorez áll, aki egy csapat élén fellázad az alvilág elnöke ellen. A cím eredetileg 2011 februárjában jelent meg Japánban, melyet szeptemberben követett az észak-amerikai, illetve novemberben az európai és az ausztrál megjelenés. A játék A Promise Revisited alcímű PlayStation Vita-átirata 2014 januárjában jelent meg Japánban, illetve 2014 augusztusában Észak-Amerikában és Európában.

## Játékmenet
A Disgaea 4-ben az elődeihez hasonlóan körökre vannak osztva a harcok. Ezek során a játékos szabadon kiválaszthatja, hogy mely egységeit vezényli ki a harctérre. Az egységeknek mind saját különleges képességeik és „gonoszságaik” vannak, melyek az összes szereplőre érvényesülnek. Az ellenfelek és a játékos egységei is mind felemelhetőek és elhajíthatóak, azonban Disgaea 4 egy új funkciót is bevezetett ehhez a rendszerhez: a játékos bármelyik emberi egysége felemelheti a szomszédos rácson elhelyezkedő emberi egységet, amely úgyszintén felemelhet egy egységet, így akár tíz egységnyi magas tornyokat létrehozva. Toronyalakzatban az egymásra helyezett szereplők mozgástere megnő. A torony legalsó tagja előredobhatja a tornyot, így jelentősen megnövelve a mozgásteret. A toronyalakzatban különleges képességek is aktiválhatóak, így specifikus csapattámadások, de a más módon el nem érhető ládák is kinyithatóvá válhatnak.
A játékos szörnytípusú egységei „varázsváltozhatnak” (Magichange) a játékos emberi egységeivel, hogy azok fegyverei lehessenek. „Démonfúzió” (Demon Fuse) néven egy új funkció is megjelent a játékban, mellyel a játékos két szörnytípusú egységét egyesítheti, hogy a kombinált szörnyek hatalmas változatát hozza létre. A démonfúzionált egységek is varázsváltozhatnak, melyek így hatalmas fegyverekké alakulnak át.
Valvatorez tulajdonában áll a játék központi, „Hades” névre keresztelt helyszíne, ahol többek között felszerelések vásárolhatóak és adhatóak el, különböző speciális funkciót lehet végre hajtani, illetve más helyszínekre lehet utazni a történet előremozdítása érdekében. A Disgaea sorozat korábbi központi helyszíneivel ellentétben Hades a játékos tetszése szerint átrendezhető, valamint maga a kinézete is megváltoztatható.

## Fogadtatás
| Összegzőoldal | Értékelés |
| ------------- | --------- |
| GameRankings  | 83%       |
| Metacritic    | 80/100    |

| Szerző                    | Értékelés       |
| ------------------------- | --------------- |
| 1Up.com                   | B-[forrás?]     |
| AllGame                   | [forrás?]       |
| Famicú                    | 33/40[forrás?]  |
| GamePro                   | 4/5[forrás?]    |
| GamesRadar+               | 8,0/10[forrás?] |
| GameTrailers              | 7,5/10[forrás?] |
| GameZone                  | 9/10[forrás?]   |
| IGN                       | 8,5/10[forrás?] |
| RPGamer                   | 4,5/5           |
| ZTGameDomain              | 9,7/10          |
| PlayStation LifeStyle.net | 9/10            |

A játék általánosságban kedvező kritikai fogadtatásban részesült, a Metacritic és a GameRankings gyűjtőoldalakon 80/100-as, illetve 82,81%-os átlagpontszámon áll. Az IGN cikkírója 8,5/10-es pontszámot adott a játékra, kiemelve, hogy „A sorozat rajongói pontosan azt kapják, amire számítottak — a nem-rajongók pedig pontosan, azt amitő tartottak…  Valószínűleg ez a legjobb Disgaea a 2003-as eredeti óta.” A GameZone cikkírója 9/10-es pontszámmal díjazta a játékot, kiemelve, hogy „A Disgaea 4 királyság, és könnyedén a stratégiai szerepjátékok királyává betonozza a Nippon Ichi örökségét.” A Famicú japán szaklap írói 33/40-es összpontszámmal, 9/8/8/8-as pontszámokkal értékelték a játékot. A játékból megjelenésének hetében 79 425 lemezes példányt adtak el Japánban, mellyel a negyedik helyen mutatkozott be az eladási listákon.

## Hatása
2013. július 12-én, a Nippon Ichi Software alapításának huszadik évfordulójára szervezett rendezvényen Disgaea 4 Return (魔界戦記ディスガイア4 Return; Hepburn: Makai Senki Disugaia 4 Ritān) címmel bejelentették a Disgaea 4: A Promise Unforgotten feljavított PlayStation Vita-átiratát, amely 2014. január 30-án jelent meg Japánban. A játékot A Promise Revisited alcímmel a NIS America jelentette meg Észak-Amerikában és Európában, 2014 augusztusában.